# Archäologisches Museum der Präfektur Hyōgo
Das Archäologische Museum der Präfektur Hyōgo (jap. 兵庫県立考古博物館, Hyōgo Kenritsu Kōko Hakubutsukan, englisch Hyogo Prefectural Museum of Archaeology) in Harima, Präfektur Hyōgo, Japan, wurde 2007 mit dem „Großen Mittelalter-Dorf Harima“ (播磨大中古代の村) und mit einer Gesamtfläche von 8367 m² eröffnet. Die Hauptaufgabe des Museums besteht in der Durchführung von Ausgrabungen archäologischer Kulturgüter, der Auswertung, Aufbewahrung und der Erforschung von Fundstücken. In unmittelbarer Nachbarschaft befindet sich der Fundplatz Ōnaka. Das Museum hat eine Datenbank mit Informationen zu 25.000 Fundstellen in der Präfektur zusammengetragen, die man von der Webseite herunterladen kann. Es unterhält einen regen Informationsaustausch mit anderen Museen und Forschungseinrichtungen im In- und Ausland.

## Ausstellungsschwerpunkte und Archive
- Nachbau eines Schiffes aus der Frühzeit (in Originalgröße)
- Steinsarg und Gebeine des Akashi-Urmenschen (明石原人, Akashi genjin)
- Im „Mittelalter-Dorf“ der Außenanlage findet man etwa Nachbauten von Behausungen aus der Yayoi-Zeit
- Leihgaben anderer archäologischer Museen Japans

### Materielle Kulturgüter
Das Museum ist im Besitz von Kulturgütern, die als materielle Kulturgüter deklariert wurden und die von verschiedenen Fundplätzen stammen:
- 44 Artefakte von der Fundstelle Ichi-no-gō (市之郷遺跡) in Himeji
- 285 Artefakte von der Fundstelle Ichibe (市辺遺跡) in Tamba
- 589 Artefakte von der Fundstelle Tsukuda (佃遺跡) in Awaji
- 1307 Artefakte von der Fundstelle Nanokaichi (七日市遺跡) in Tamba
- 10 Artefakte vom Kofun Nr. 6 der Katteno-Kofungruppe (勝手野6号墳) Ono
- 327 Artefakte vom Toshigami Kofun Nr. 6 (年ノ神6号墳) in Miki
- 8 Artefakte von der Fundstelle Omoteyama (表山遺跡) in Kōbe
- 39 Artefakte von der Fundstelle Tamatsutanaka (勝手野6号墳) in Kōbe
- 2 Artefakte von der Fundstelle Maruyama (まるやま遺跡) in Awaji
- 20 Artefakte aus dem Erdgrubengrab (土壙墓, dokōbo) Tari-Maeda (多利・前田遺跡) in Tamba
- 10 Artefakte aus dem Kofun Nr. 2 der Mukōyama-Kofungruppe (向山2号墳) in Asago
- 32 Artefakte aus den yayoizeitlichen Gräbern Nr. 1 und 2 der Handayama Kofungruppe (半田山1・2号墳丘墓) in Tatsuno
- 11 Artefakte aus Grab Nr. 2 der Fundstätte Higashimuko (東武庫遺跡2号墓) in Amagasaki
- 1 Artefakt von der Fundstelle Ōdachō (大田町遺跡) in Kōbe
- 1 Mokkan von der Fundstelle Sanjōkunotsubo (三条九ノ坪遺跡) in Ashiya
- 2 Artefakte von der Fundstelle Hakaza (袴狭遺跡) in Toyooka
- 186 Artefakte aus der yayoizeitlichen Kofungruppe am Berg Naiba (内場山弥生墳墓群) in Sasayama
- 33 Gussformen für kleine Dōtaku mit Zubehör von der Fundstelle Hirakata (平方遺跡) in Sanda
- 4 Eisenschwerter und -beile von der Fundstelle Arihana (有鼻遺跡) in Sanda
- 20 Steingut-Artefakte von der Fundstelle Kokuryō (国領遺跡) in Tamba
- 12 Artefakte von der Fundstelle Yoro-Yanagase (丁・柳ケ瀬遺跡) in Himeji
- 101 Artefakte von der Fundstelle Sawanoura (沢の浦2号墳) in Sasayama
- 12 Artefakte vom Sutrahügel Katsuo (勝雄経塚) in Kōbe
- 12 Artefakte vom Sutrahügel Kamiitai (上板井経塚) in Sasayama
- 41 Artefakte von der Fundstelle Koinumaru (小犬丸遺跡) in Tatsuno
- 58 Artefakte von der Fundstelle Yamagaki (山垣遺跡) in Tamba
- 70 Artefakte von der Fundstelle Funkata (深田遺跡) in Toyooka
- 26 Artefakte von der Fundstelle Uryū (雨流遺跡) in Minami-Awaji
- 462 Artefakte vom Sutrahügel Kamiitai (上板井経塚) in Sasayama[2]

Es handelt sich um insgesamt 29 präfekturweit zu „Wichtigen materiellen Kulturgütern“ deklarierte Fundstückgruppen.

### Archive
Neben der Datenbank zu den Fundplätzen in der Präfektur stellt das Museum auch eine Online-Datenbank mit mehr als 100.000 Datensätzen zu den archäologischen Materialien seiner Sammlung zur Verfügung. Das Museum bietet auch grundlegende Informationen zu außergewöhnlichen Funden in Korea und China. Ergänzt wird das Online-Angebot durch eine Literaturliste mit Veröffentlichungen der in Hyōgo tätigen Archäologen (Stand der Liste von 2002). Über die reichhaltige Informationen zu Fundstücken und -plätzen hinaus informiert das Museum auch über insgesamt 20 weitere archäologische Museen, Sammlungen und Ausstellungen in der Präfektur.

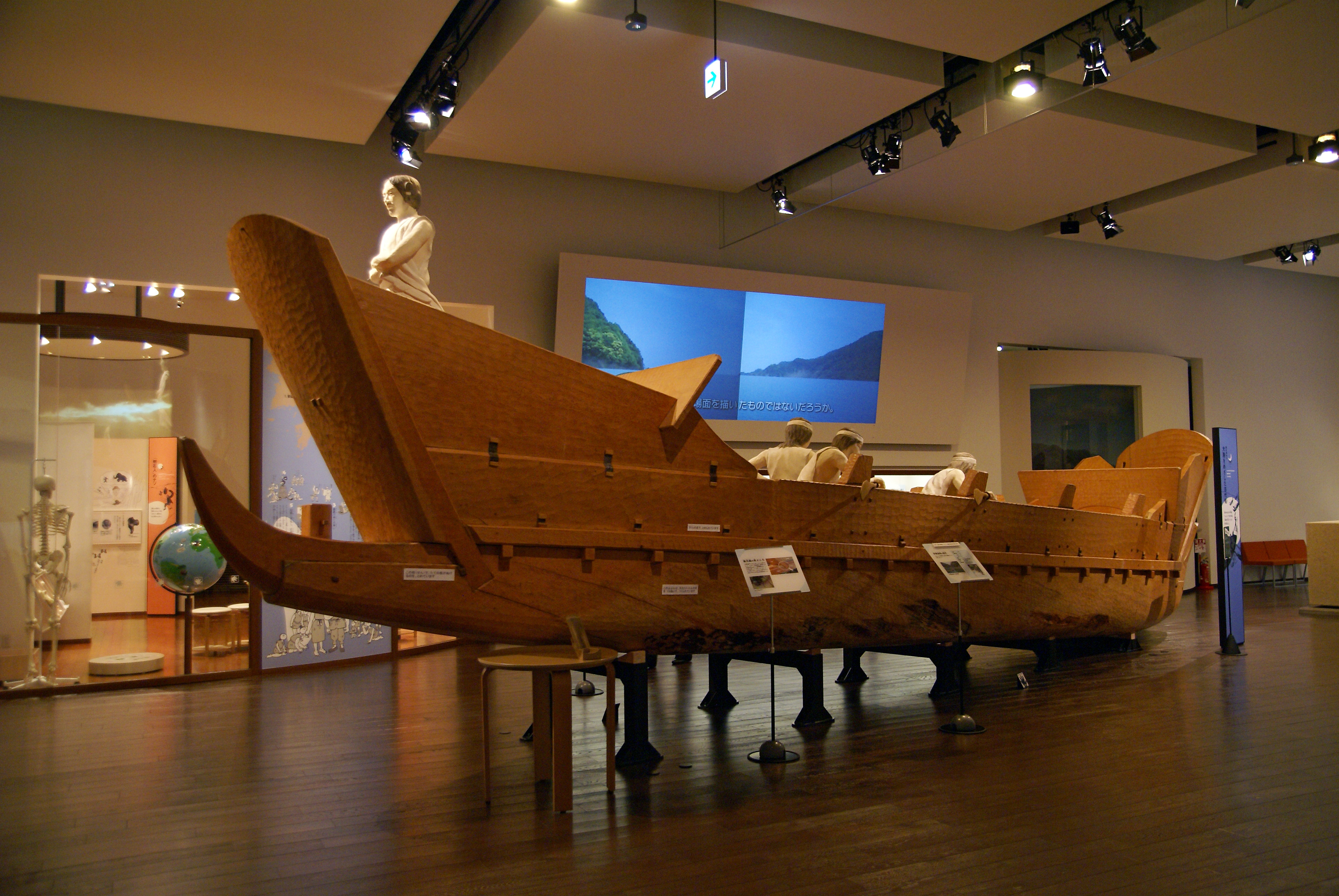
Schiffnachbau
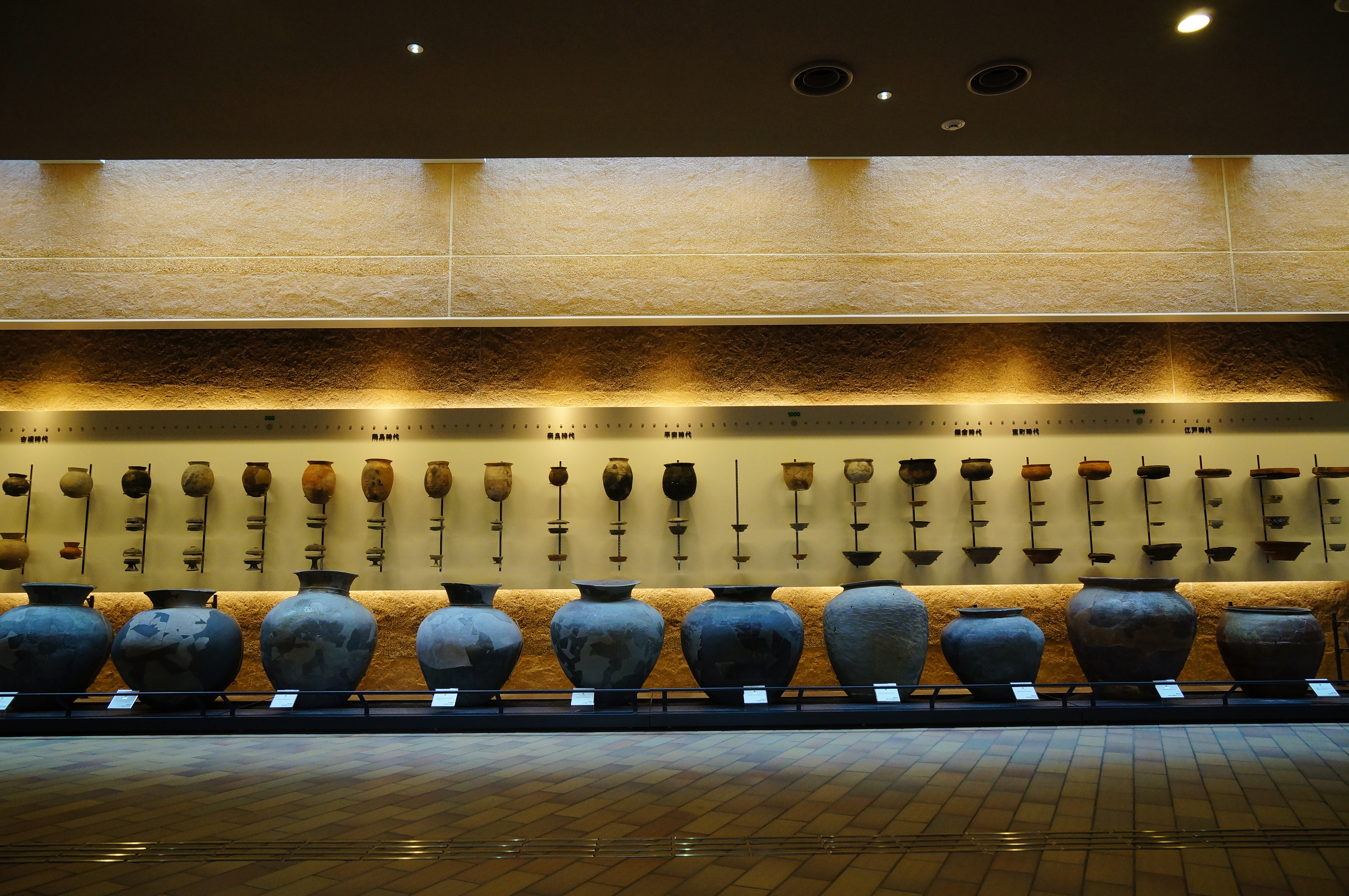
Zeitstrahl – 3500 Jahre Entwicklung der Keramik von der Jōmon- bis zur Edo-Zeit (im Eingangsbereich des Museums)